# Mohammad Abdullah (cầu thủ bóng đá)
Mohammad Abdullah (sinh ngày 16 tháng 10 năm 1997) là một cầu thủ bóng đá đến từ Sirajganj, Bangladesh và thi đấu ở vị trí tiền vệ cho Arambagh Krira Sangha và Đội tuyển bóng đá quốc gia Bangladesh.
Anh là một phần của Đội tuyển bóng đá quốc gia Bangladesh đến Bhutan tham dự Vòng loại Cúp bóng đá châu Á 2019 với Đội tuyển bóng đá quốc gia Bhutan.

## Cuộc sống ban đầu
Bắt đầu chơi bóng từ lúc 6 tuổi, Mohammad Abdullah có trận đấu đầu tiên tại giải đấu tiểu học Bangabandhu Gold Cup năm 2010.

## Sự nghiệp
Dilkhusa SC, một câu lạc bộ tại Bangladesh Third Division chọn anh huấn luyện tại trại 8 tháng ở học viên Liên đoàn Bóng đá Bangladesh, sau đó chuyển đến Arambagh Krira Sangha trước khi nằm trong đội hình sơ loại của Đội tuyển bóng đá quốc gia Bangladesh.